# Бутурлин, Николай Александрович
Николай Александрович Бутурлин (1801—1867) — генерал-лейтенант из рода Бутурлиных, владелец подмосковных усадеб Шаболово и Троице-Лыково. Знакомые по цвету волос называли его «Рыжий».

## Биография
Сын Александра Николаевича Бутурлина (1767—1802) от брака с Екатериной Павловной Лотарёвой (ум. 1840). Воспитывался в московском университете; 15 мая 1818 года поступил на службу юнкером в 20-й егерский полк, в котором 24 августа того же года был переименован в портупей-юнкера. 22 мая 1819 года произведён в прапорщики и 22 декабря этого года переведён в лейб-гвардии Павловский полк. 26 января 1822 года произведён в подпоручики, и в том же году, 17 октября, переведён в лейб-гвардии Уланский полк корнетом.
25 февраля 1826 года назначен исправляющим должность адъютанта к генерал-адъютанту графу Чернышёву, в которой и был утверждён 19 марта с производством в поручики. В начале 1828 года участвовал в комиссии для подрядов на поставку в комиссии Московского комиссариатского депо разных вещей и за усердие в исполнении возлагавшихся на него поручений произведён в штабс-ротмистры.
С 1829 года состоял при главнокомандующем Отдельным Кавказским корпусом графе Паскевиче-Эриванском и участвовал в сражениях против турецких войск около Харт при разбитии турецких лазов, где был неоднократно посылаем с важнейшими приказаниями к разным начальникам под сильным неприятельским огнём, за что 31 августа 1829 года был награждён орденом св. Владимира 4-й степени с бантом. 25 июля 1830 года награждён орденом св. Анны 2-й степени. Во время этой кампании его видел А. С. Пушкин, который пишет в «Путешествии в Арзрум»: «В Гергерах встретил я Бутурлина, который, как и я, ехал в армию. Бутурлин путешествовал со всевозможными прихотями. Я отобедал у него, как бы в Петербурге».
В 1831 году в ходе подавления Польского восстания находился при командире 6-го пехотного корпуса и заведовал секретной частью в пределах Царства Польского. Здесь на него возлагались различные поручения, при исполнении которых оказывал всегда отличнейшую храбрость и мужество, за что 2 августа был награждён золотой саблей с надписью «За храбрость». В представлении было сказано:
Во всех делах 5, 6, 7, 8 и 13 числ февраля, употребляем был в местах самых опаснейших, все поручения исполнял с точностью и оказывал храбрость и рвение к службе, быв в последнем деле в стрелковых цепях, вытеснивших неприятеля из леса, а также неоднократно посылаем был на фланговые батареи.
С 27 апреля 1831 года состоял при главнокомандующем армией Дибиче-Забалканском и 21 мая за дело 14 мая под Остроленкой произведён в ротмистры (со старшинством от 25 июля 1831 года).
По смерти Дибича, он остался при новом главнокомандующем графе Паскевиче-Эриванском, при котором находился до окончания всей польской кампании. При этом также исполнял различные поручение, между прочим был командирован по продовольственным делам к действительному статскому советнику Пейкеру и участвовал в штурме Варшавы, заслужив тем самым новую награду — императорскую корону к ордену св. Анны 2-й степени.
В 1834 году был командирован в Ригу для наблюдения за правильностью поставки остзейскими дворянами провианта и 24 апреля за успешное исполнение возложенного поручения произведён в полковники с назначением для особых поручений к военному министру и членом общего присутствия провиантского департамента Военного министерства. 27 июля 1835 года назначен исправляющим должность вице-директора провиантского департамента. В ноябре 1841 года по домашним обстоятельствам был уволен от службы с чином генерал-майора, мундиром и пенсией. Состоял действительным членом Императорского человеколюбивого общества.

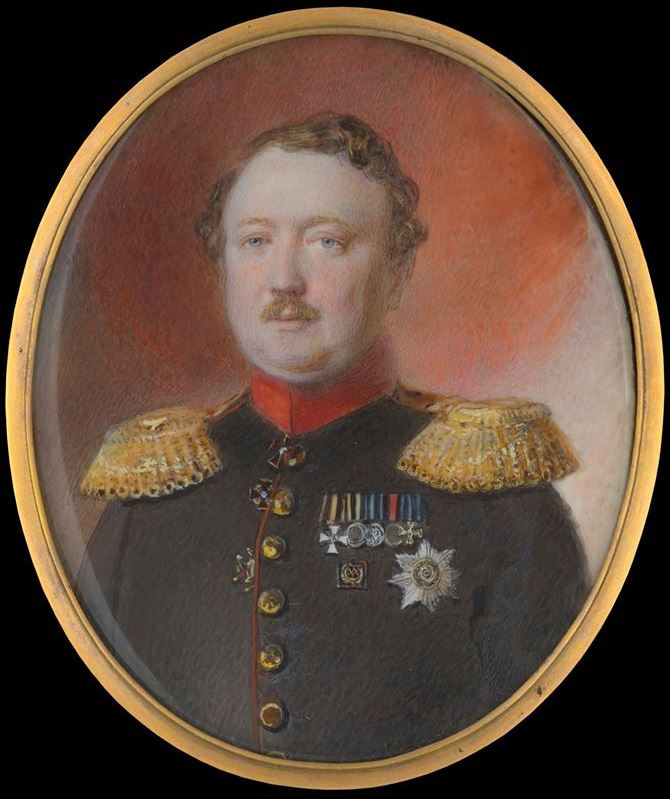
Портрет Н. А. Бутурлина работы Георга Кордика, 1843 г.

Пробыв почти полтора года в отставке, в марте 1843 года он снова поступил на военную службу и зачислен по кавалерии генерал-майором, старшинство в чине установлено с 10 октября 1843 года. 19 января 1848 года назначен заседающим с правом голоса в Военном совете, а в следующем году состоял в качестве председателя в комиссии для определения средств к содержанию оружейников Тульского, Ижевского и Сестрорецкого оружейных заводов.
В продолжение своей службы Бутурлин исполнял множество разнообразных поручений, главным образом по наблюдению за провиантскими заготовлениями, присутствовал на торгах по поставке провианта, председательствовал в особом комитете по доставке провианта для левого фланга Отдельного Кавказского корпуса, а также исполнял много и других поручений, за что неоднократно удостоен был Высочайшего благоволения, и в 1840 году награждён украшенной алмазами табакеркой, с вензелевым изображением Имени Его Величества.
Бутурлин обладал большим состоянием: он владел селом Троице-Лыково с четырьмя деревнями, в которых в середине XIX века значилось 180 дворов и 1650 душ; селом Бородино в Суздальском уезде Владимирской области. 6 декабря 1853 года произведён в генерал-лейтенанты, а 30 августа 1855 года назначен членом Военного совета, в каковой должности и состоял до конца своей жизни. Скончался 14 июля 1867 года в Висбадене от водяной болезни, похоронен в селе Бородино Суздальского уезда Владимирской губернии — в одной из церквей. После 1917 года захоронение было ликвидировано.
По словам А. А. Половцова, «отличительной чертой Бутурлина была скупость, доходившая до размеров героя Мольера. Копя деньги, он жертвовал всем не исключая семейных отношений: жена его, превосходная женщина, три дочери состояли с ним в самых холодных отношениях, сын был в открытой ссоре за расточительность, началом которой было опять таки отцовская скупость. При отпевании его тела присутствующих было немного, слезы я не видел ни одной, у всех была на лице полуулыбка с вопросом о количестве оставленных денег».

## Семья
Жена (с 28 июля 1835 года) — княжна Елизавета Сергеевна Щербатова (1815—1894), одна из шести дочерей действительного тайного советника князя Сергея Григорьевича Щербатова (1779—1855) от его брака с Анной Михайловной Хилковой (1792—1868), воспитанницей О. П. Козодавлева. По отзыву современницы, в молодости княжна была «белокурая, беленькая и сияющая свежестью девица». Мать её будущего мужа была против брака сына и даже расторгла их помолвку, не дав согласия на этот союз. В конце концов свадьба состоялась, по поводу чего Жорж Дантес писал: «В прошлое воскресенье свершилось заклание Лизоньки Щербатовой и Бутурлина Рыжего, причем те, кто был на свадьбе, рассказывают, что новобрачная знай смеялась и в самый день свадьбы, и назавтра, и вообще выглядела так, словно ничуть не тронута знаменательным шагом, только что ею сделанным в жизнь. Мужу это сулит роскошное украшение на голове». Этот брак не был счастливым, хоть и увеличил и до того немалое состояние Бутурлина. Согласно А. А. Половцову, «жена всю жизнь терпела много горя от мужа, но оставалась доброй, веселой и умной женщиной». Ей принадлежала дача Ададурова в Лигово. Дети:

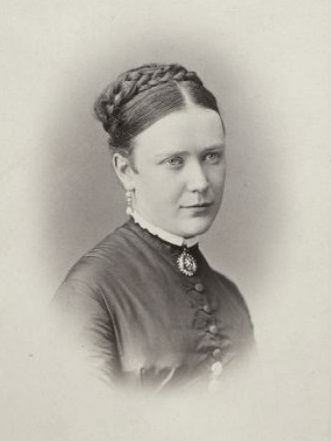
Анна Николаевна, дочь

- Екатерина Николаевна (1836—1898), замужем (01.06.1859) за гофмейстером Павлом Константиновичем Ржевским (1833—1894), была «очень беззатейная и добрая женщина»[6] .
- Александр Николаевич (1837— ?)
- Николай Николаевич (1838—1894), генерал-лейтенант;
- Елизавета Николаевна (08.09.1843—1899), была «бойкая, резвая и умная девица, не красавица, но и не дурна»[6]; вышла замуж (20.04.1863) за австрийского дипломата графа Фредерика Ревертера-Саландра (1827—1904). Отец невесты не сразу дал согласие на брак дочери с иностранцем и дело тянулось несколько месяцев. По отзыву современника, граф Ревертера был красивый, высокий, статный мужчина и весьма приятный светский человек. В выборе жены он не пренебрегал её огромным приданым и благодаря ему смог сделать весьма успешную карьеру[7]. Их сын Николай, дипломат и доверенное лицо императора Карла I.
- Анна Николаевна (23.02.1846—02.06.1906[8]), имела весьма сосредоточенный характер, при этом была умна и энергична[6]; будучи высокообразованной женщиной и тонким ценителем живописи, написала работу «Материалы для справочной книги по русским портретам». Замужем с 8 апреля 1866 года[9] за полковником Б. А. Щербатовым; проживали в поместье Терны, Лебединского уезда Харьковской губернии, имели шесть сыновей и три дочери. Умерла в Петербурге от перерождения сердца, похоронена в Александро-Невской Лавре.

российские:
- Орден Святого Владимира 4-й степени с бантом (31.08.1829)
- Орден Святой Анны 2-й степени (25.07.1830)
- Знак ордена За военное достоинство 4-й степени (1831)
- Императорская корона к ордену Святой Анны 2-й степени (1831)
- Медаль «За взятие приступом Варшавы» (1831)
- Золотая сабля с надписью «За храбрость» (02.08.1831)
- Орден Святого Станислава 3-й степени (8 ноября 1832)[11]
- Орден Святого Владимира 3-й степени (1836 год)
- Орден Святого Станислава 2-й степени со звездой (1838)
- Орден Святого Георгия 4-й степени  за беспорочную выслугу 25 лет в офицерских чинах, № 6224 по кавалерскому списку Григоровича — Степанова) (11.12.1840)
- Табакерка с вензелем Имени Его Величества, бриллиантами украшенная (1840)
- Орден Святого Станислава 1-й степени (1844 год)
- Орден Святой Анны 1-й степени (1846)
- Императорская корона к ордену Святой Анны 1-й степени (1847)
- Орден Святого Владимира 2-й степени (1849)
- Знак отличия за XXX лет беспорочной службы (1852)
- Орден Белого орла (1857 год)
- Медаль за войну 1828—1829 годов